# Bombardier Flexity Swift
Le Flexity Swift est un tramway construit par Bombardier Transport dont la plupart sont à plancher bas.

## Caractéristiques

### Conception
Les rames automotrices sont formées de trois voitures articulées dont celle du centre est plus petite. Cette dernière peut être changée pour une autre de taille standard si l'achalandage le demande, ce que la compagnie de transport de Londres compte faire éventuellement. L'ensemble peut rouler dans une direction ou l'autre et on peut joindre deux rames ou plus.
La vitesse maximale normale est de 80 km/h sur des lignes à accès limité. Il ne nécessite en général pas de quai spécial grâce à son plancher bas mais 30 % des véhicules produits ont un plancher plus élevé pour accommoder les quais préexistants de certaines villes clientes, en particulier Cologne en Allemagne qui utilise la version ayant un plancher à 900 mm du sol. À la suite du rachat de Bombardier par Alstom, les rames ayant été commandées durant cette période sont livrées sous la marque Alstom et avec le modèle Flexity Classic sont désormais vendues en tant que Citadis Classic.

### Bogies
La gamme Flexity Swift est équipée de bogies Flexx Urban 2500 (moteurs et porteurs).

## Commercialisation

### Version à plancher bas
| Pays        | Ville                   | Opérateur      | Type      | Année               | Nombre   | Longueur | Largeur | Tare    | Puissance maximale | Vitesse maximale |
| ----------- | ----------------------- | -------------- | --------- | ------------------- | -------- | -------- | ------- | ------- | ------------------ | ---------------- |
| Allemagne   | Cologne                 | KVB            | K4000     | 1995 – 1999, 2002   | 124      | 28,40 m  | 2,65 m  | 35,50 t | 4 x 120 kW         | 80 km/h          |
| Allemagne   | Cologne                 | KVB            | K4500     | 2004 – 2007         | 69       | 28,50 m  | 2,65 m  | 37,40 t | 4 x 120 kW         | 80 km/h          |
| Allemagne   | Karlsruhe               | AVG            |           | 2011-2013/2017-2018 | 22(+32)> | 37 m     | 2,65 m  |         |                    |                  |
| Allemagne   | Karlsruhe               | VBK            |           | 2011-2013           | 8        | 37 m     | 2,65 m  |         |                    |                  |
| Australie   | Melbourne               | Yarra          | E Class   | 2013 - 2018         | 70       | 33 m     | 2,60 m  | ?       |                    |                  |
| Autriche    | Vienne                  | WLB            | Reihe 400 | 2000, 2006, 2009    | 12       | 26,942 m | 2,50 m  | 35 t    | 4 x 100 kW         | 80 km/h          |
| Pays-Bas    | RijnGouweLijn           | NS             | A32       | 2008 -2010          | 6        | 29,70 m  | 2,65 m  | 37,50 t | 4 x 120 kW         | 80 km/h          |
| Portugal    | Porto                   | Metro do Porto |           | 2010                | 30       | 37,07 m  | 2,65 m  |         |                    | 100 km/h         |
| Royaume-Uni | Croydon (Grand Londres) | TfL            | CR4000    | 1998 – 2000         | 24       | 30,10 m  | 2,65 m  | 36,30 t | 4 x 120 kW         | 80 km/h          |
| Suède       | Stockholm               | SL             | A32       | 1999 – 2008         | 31       | 29,70 m  | 2,65 m  | 37,50 t | 4 x 120 kW         | 80 km/h          |
| États-Unis  | Minneapolis, Minnesota  | Metro Transit  |           | 2003 – 2005         | 27       | 28,65 m  | 2,65 m  | 48,50 t |                    | 88,5 km/h        |
| Turquie     | Istanbul                | ITC            |           | 2003                | 55       | 29,70 m  | 2,65 m  | 39,20 t | 4 x 120 kW         | 70 km/h          |

### Version à plancher haut
| Pays        | Ville                 | Opérateur            | Type         | Année       | Nombre                | Longueur | Largeur | Tare    | Puissance maximale | Vitesse maximale |
| ----------- | --------------------- | -------------------- | ------------ | ----------- | --------------------- | -------- | ------- | ------- | ------------------ | ---------------- |
| Allemagne   | Bonn                  | SWB                  | K5000        | 2003        | 15                    | 28,40 m  | 2,65 m  | 37,80 t | 4 x 120 kW         | 80 km/h          |
| Allemagne   | Cologne               | KVB                  | K5000        | 2002 – 2003 | 59                    | 28,40 m  | 2,65 m  | 37,80 t | 4 x 120 kW         | 80 km/h          |
| Allemagne   | Cologne               | KVB                  |              | ca. 2010    | 15                    |          | 2,65 m  |         |                    |                  |
| Allemagne   | Francfort-sur-le-Main | VGF                  | U5-25        | 2008 – 2015 | 54                    | 25,02 m  | 2,65 m  | 37,20 t | 4 x 130 kW         |                  |
| Allemagne   | Francfort-sur-le-Main | VGF                  | U5-50        | 2008 – 2015 | 92                    | 24,764 m | 2,65 m  | 36,15 t | 4 x 130 kW         |                  |
| Pays-Bas    | Rotterdam             | RET                  | MG2/1, SG2/1 | 1998 – 2002 | 81                    | 30,50 m  | 2,664 m | 44,20 t | 6 x 85 kW          |                  |
| Pays-Bas    | Rotterdam             | RET                  | RSG3         | 2008 - 2017 | 64(+ six en commande) | 42,00 m  | 2,664 m | 64,30 t | 8 x 130 kW         | 100 km/h         |
| Pays-Bas    | Rotterdam             | RET                  | RSG3         | 2016 - 2017 | 16                    | 42,00 m  | 2,664 m | 64,30 t | 8 x 130 kW         | 100 km/h         |
| Royaume-Uni | Manchester            | Manchester Metrolink | M5000        | 2009 –      | 104                   | 28,40 m  | 2,65 m  | 39,70 t | 4 x 120 kW         | 80 km/h          |
| Turquie     | Bursa                 | Bursaray             |              | 2010 –      | 30                    | 28,00 m  | 2,65 m  |         |                    |                  |
| Turquie     | İzmir                 | Metro İzmir          | MD           |             | 30                    | 23,50 m  | 2,65 m  | 32,00 t | 4 x 75 kW          |                  |
| Turquie     | İzmir                 | Metro İzmir          | M            |             | 15                    | 23,50 m  | 2,65 m  |         | 4 x 75 kW          |                  |